# فرشته، دختر احمد آقا (فیلم تلویزیونی)
فرشته، دختر احمد آقا یک فیلم تلویزیونی به کارگردانی حسن آخوندپور محصول سال ۱۳۹۵ است.
فیلم فرشته اشاره ای به فشارهای اقتصادی دوران ریاست جمهوری محمود احمدی‌نژاد بر طبقه متوسط جامعه ایرانی به واسطه شروع تحریمهای اقتصادی آمریکا دارد که در جشنواره سن لوویس اوبیسپو آمریکا انتخاب شده بود و حسن آخوندپور با توجه به اولین فرمان منع صدور ویزا برای شش کشور آسیایی از جمله ایران توسط دونالد ترامپ نتوانست در مراسم نمایش فیلمش حضور یابد.
فرشته دختر احمد آقا در چندین جشنواره بین‌المللی حضور داشته و مورد توجه قرار گرفته‌است. این فیلم در جشنواره بین‌المللی ماربیای اسپانیا نامزد دریافت جایزهٔ بهترین فیلم و الهه شه‌پرست کاندید بهترین بازیگری شد.

## عوامل
کارگردان: حسن آخوندپور
تهیه‌کننده: ابراهیم اصغری
نویسندگان: حسن آخوندپور - رئوف دشتی - علی حاتمی نژاد
بازیگران: الهه شه پرست - ندا کوهی - روشنک سه قلعه گی

## جشنواره‌ها
کاندید یازده رشته و جایزه بهترین نویسندگی - بهترین طراحی صحنه و بهترین طراحی لباس از جشنواره بین‌المللی فیلمهای تلویزیونی تهران - جشنواره یاس
کاندید بهترین فیلم از جشنواره ماربیای اسپانیا
کاندید بهترین فیلم از جشنواره سن لوویز اوبیسپو آمریکا